# فابیان بیورک
فابیان بیورک (انگلیسی: Fabian Biörck؛ ۲۱ اکتبر ۱۸۹۳ – ۲۷ سپتامبر ۱۹۷۷) ژیمناست هنری اهل سوئد بود.
وی در مسابقات کشوری و بین‌المللی در مجموع برندهٔ ۱ مدال طلا شده‌است.